# Cenote Sabak-Há
Sabak-Há (del maya, lit. Agua Oscura) es un cenote abierto ubicado en el municipio de Sacalum, Yucatán; a aproximadamente 52 kilómetros de Mérida. Este cuerpo de agua es conocido por ser el cenote con mayor profundidad registrada  en el estado.
El espejo de agua presenta un color verde debido a la materia orgánica en descomposición que se encuentra flotando. Sin embargo aproximadamente a unos 15 metros de profundidad el agua se torna cristalina. 

## Dimensiones
El espejo de agua tiene un ancho máximo aproximado 30 metros y 60 metros de largo. Su profundidad máxima es hasta la fecha (octubre de 2020) desconocida. Sin embargo la máxima profundidad que ha sido registrada es de 120 metros.

## Actividades Recreativas
Cabe destacar que Sabak-Há no es un cenote con infraestructura turística, por lo que no es tan publicitado. Sin embargo, este cenote es conocido por atraer a entusiastas del buceo profundo. 
Para los visitantes que deseen visitar el cenote se recomienda localizar un guía local. 